# Sihem Bensedrine
Sihem Bensedrine (La Marsa, 28 de octubre de 1950), periodista y activista tunecina. 

## Biografía
Nacida en Túnez, estudió filosofía en la Universidad Toulouse I, donde obtuvo su título.
Se ha destacado en la lucha por la libertad de expresión y como militante por los derechos humanos. En 1998 participó en la fundación del Consejo Nacional para las Libertades en Túnez, del cual fue portavoz; esta organización estuvo prohibida entre 1999 y 2011.
En 2010 fue distinguida con el Premio Concordia
En febrero de 2023, se impuso a Sihem Bensedrine la prohibición de salir del territorio tunecino. El 1 de agosto de 2024, Sihem Bensedrine fue arrestado y encarcelado por “complot contra la seguridad del Estado”.

## Vida privada
Está casada con el periodista y activista Omar Mestiri y es madre de tres hijos.

## Publicaciones
- Lettre à une amie irakienne (disparue), coll. Cahiers libres, éd. La Découverte, Paris, 2003 ISBN 9782707141910
- L'Europe et ses despotes avec Omar Mestiri, coll. Cahiers libres, éd. La Découverte, Paris, 2004 ISBN 9782707144362